# Laguna de Totolcingo
La laguna de Totolcingo, también llamada Tequesquital (nombre dado por el tequesquite que contiene), es un lago endorreico situado en el estado mexicano de Puebla (municipios de San José Chiapa, Oriental y San Salvador el Seco), colindante con el extremo oriental de Tlaxcala (municipio de El Carmen Tequexquitla).
Debido a su poca profundidad y a la alta estacionalidad de la región, la laguna de Totolcingo tiene grandes fluctuaciones de tamaño a lo largo de un año, expandiéndose en la estación lluviosa (junio a octubre) y evaporándose hasta casi desaparecer en la estación seca (noviembre a mayo). Su alta salinidad hace que no sea apta para el consumo humano e impide la proliferación de flora y fauna, limitadas a unos pocos pastos y aves migratorias.

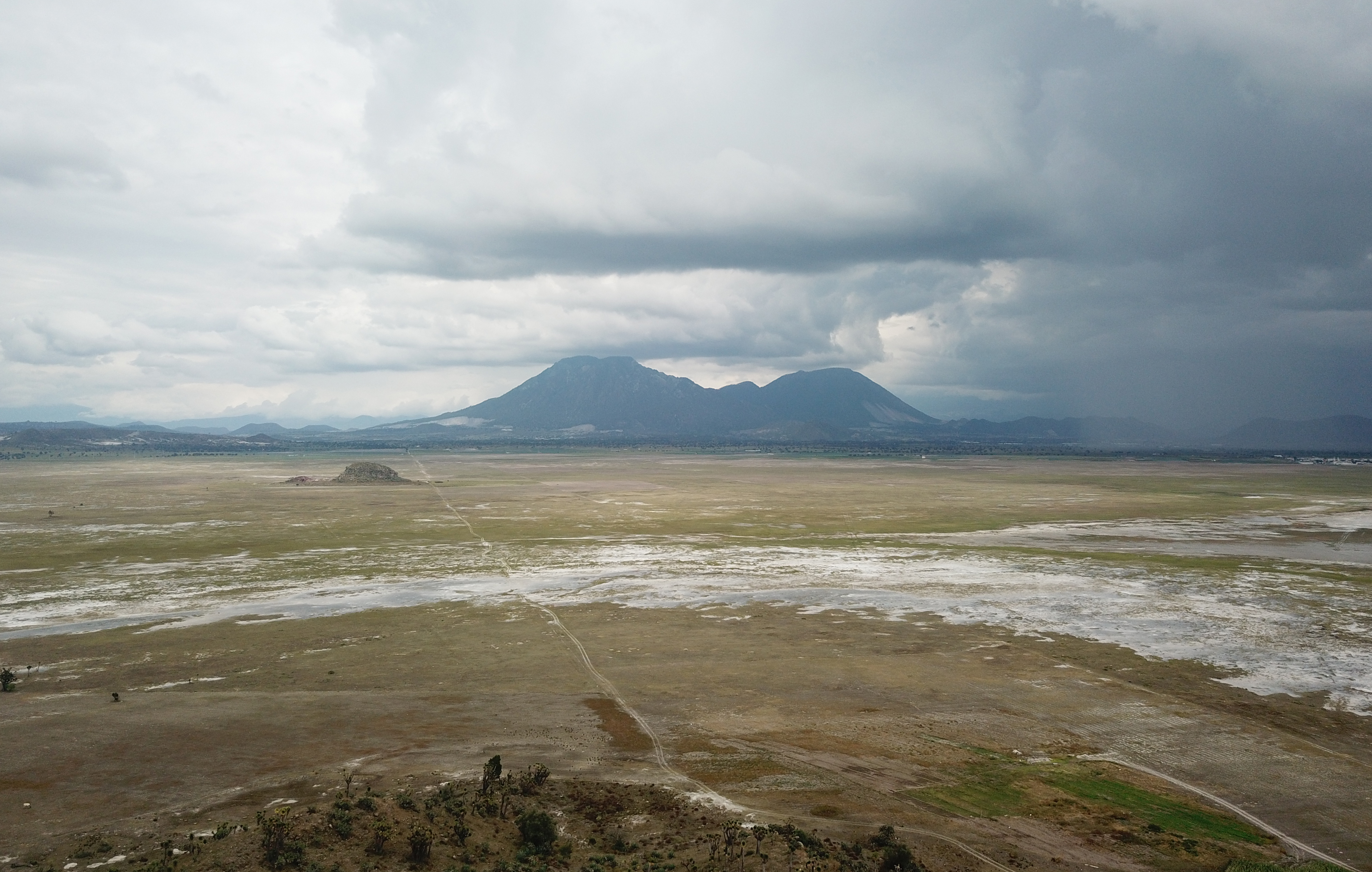
La laguna de Totolcingo es un depósito lacustre endorreico rico en tequesquite

Totolcingo se encuentra en el punto más profundo de la Cuenca de Oriental, una cuenca endorreica semiárida en el extremo este de la altiplanicie mexicana. La laguna recibe las aguas de pequeños arroyos que nacen en los cerros que rodean la cuenca —notablemente, de un manantial que nace en la sierra de Mazatepec, a las afueras de El Carmen—, aunque la mayor parte de estas corrientes desaparecen antes de llegar al vaso.